# Pacificación del tráfico

Señal de calle residencial en España, donde la prioridad la tienen los peatones.

La pacificación del tráfico o calmado del tránsito es el proceso y efecto de que los vehículos motorizados circulen a velocidades bajas y de que el número de vehículos privados sea reducido.
Entre los objetivos está aumentar la seguridad de todos los usuarios, conseguir espacios urbanos de alta calidad, reducir los impactos en la salud de accidentes, contaminación atmosférica y acústica, desarrollar la vitalidad urbana de estas áreas, diversificar los medios de transporte para disminuir el consumo energético, promover hábitos más saludables o generar una mayor cohesión e integración social.

## Medidas para la pacificación del tráfico

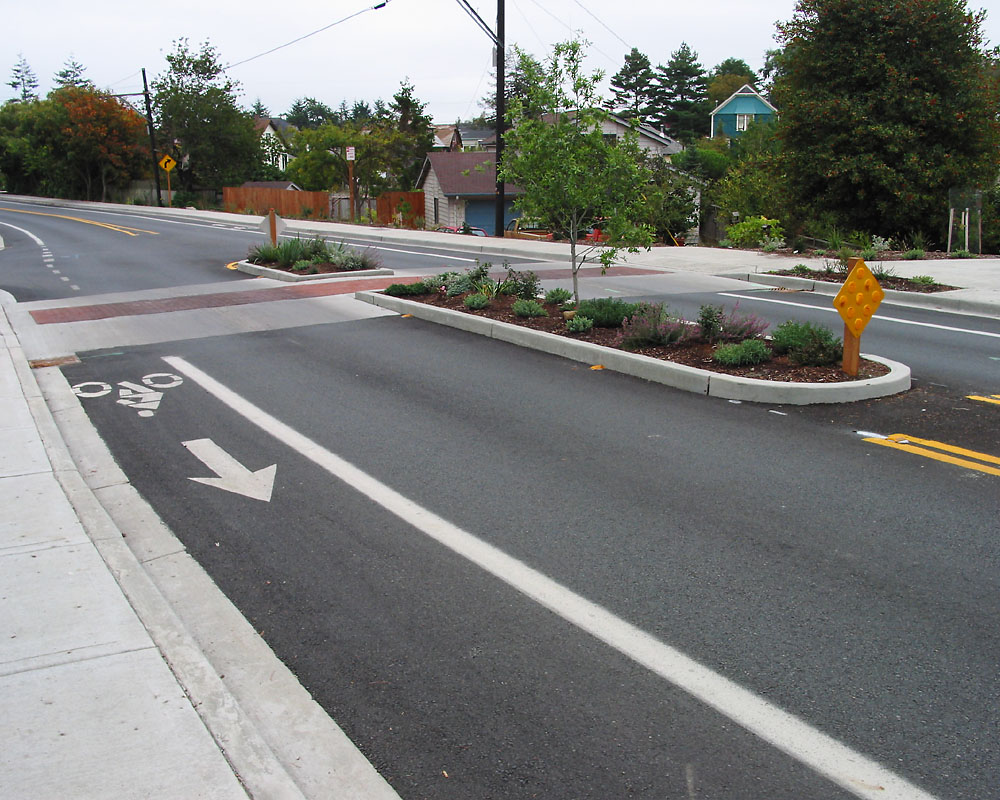
Isleta en la mediana de un paso de cebra.

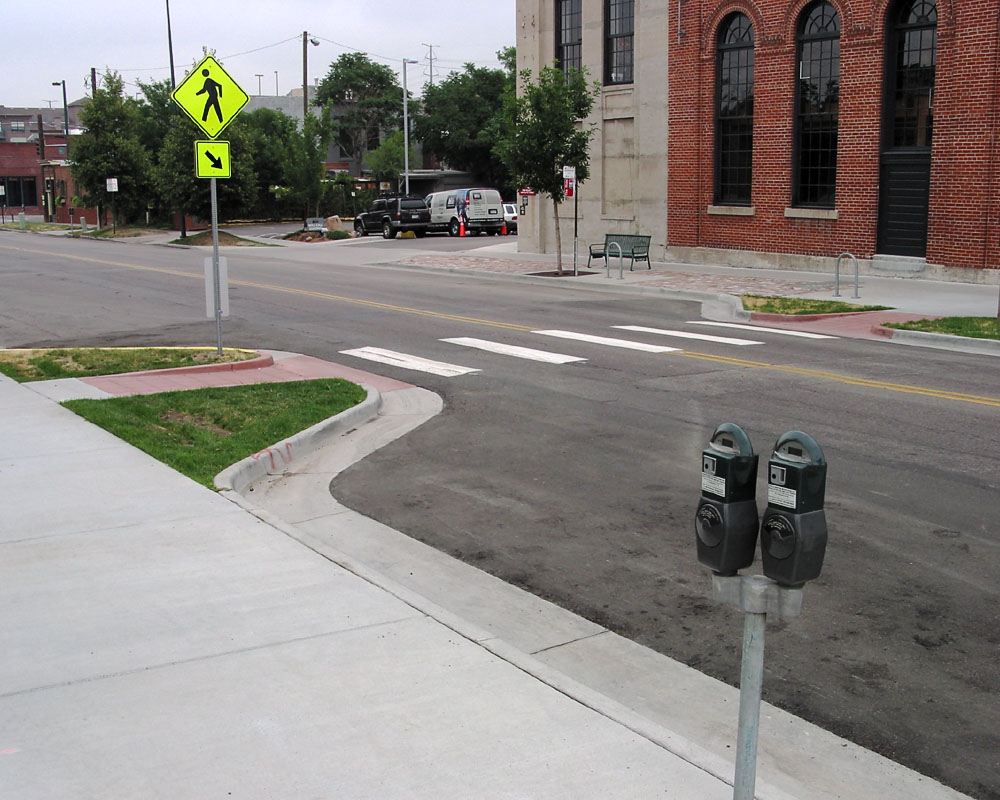
Estrechamiento de la calzada en un paso de peatones por medio de una «oreja».

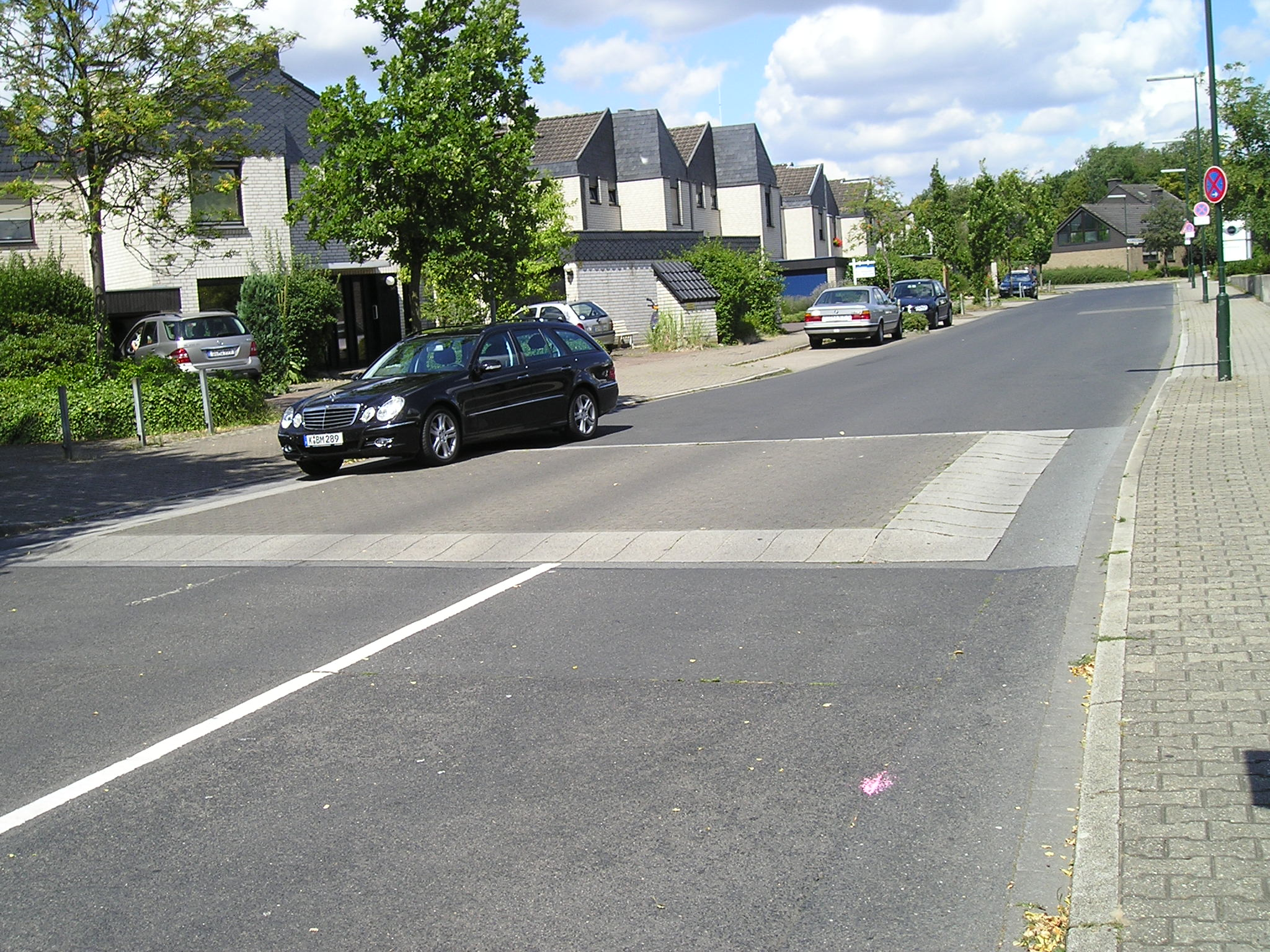
Reductor de velocidad en lomo.

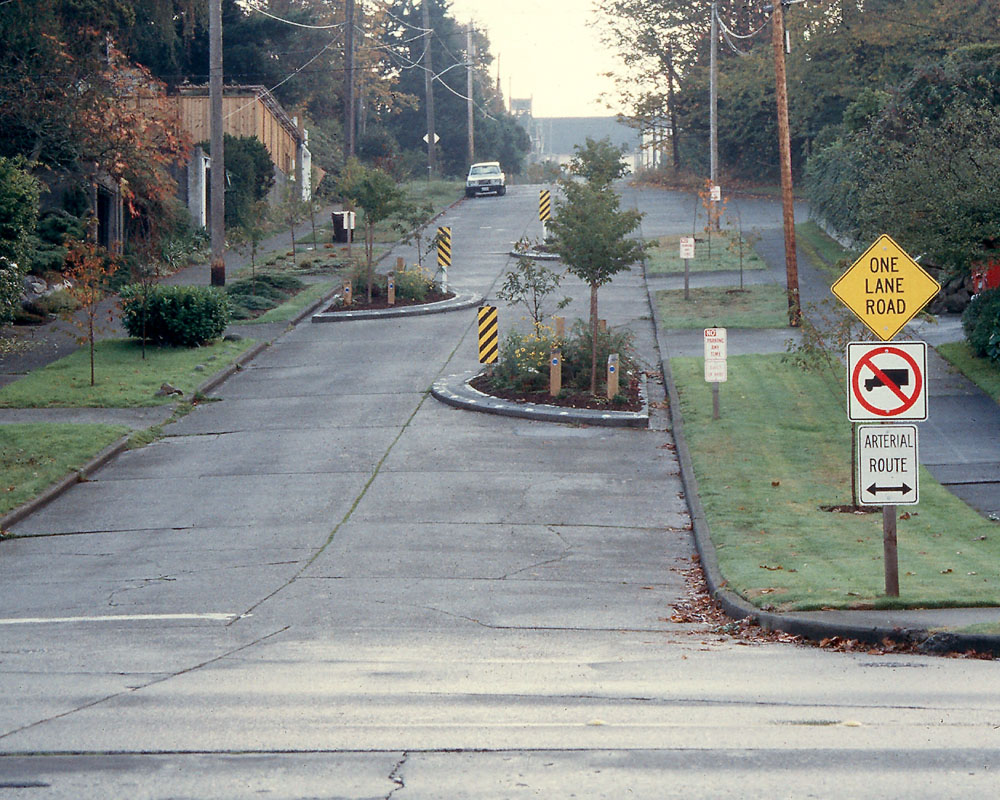
Chicanes.

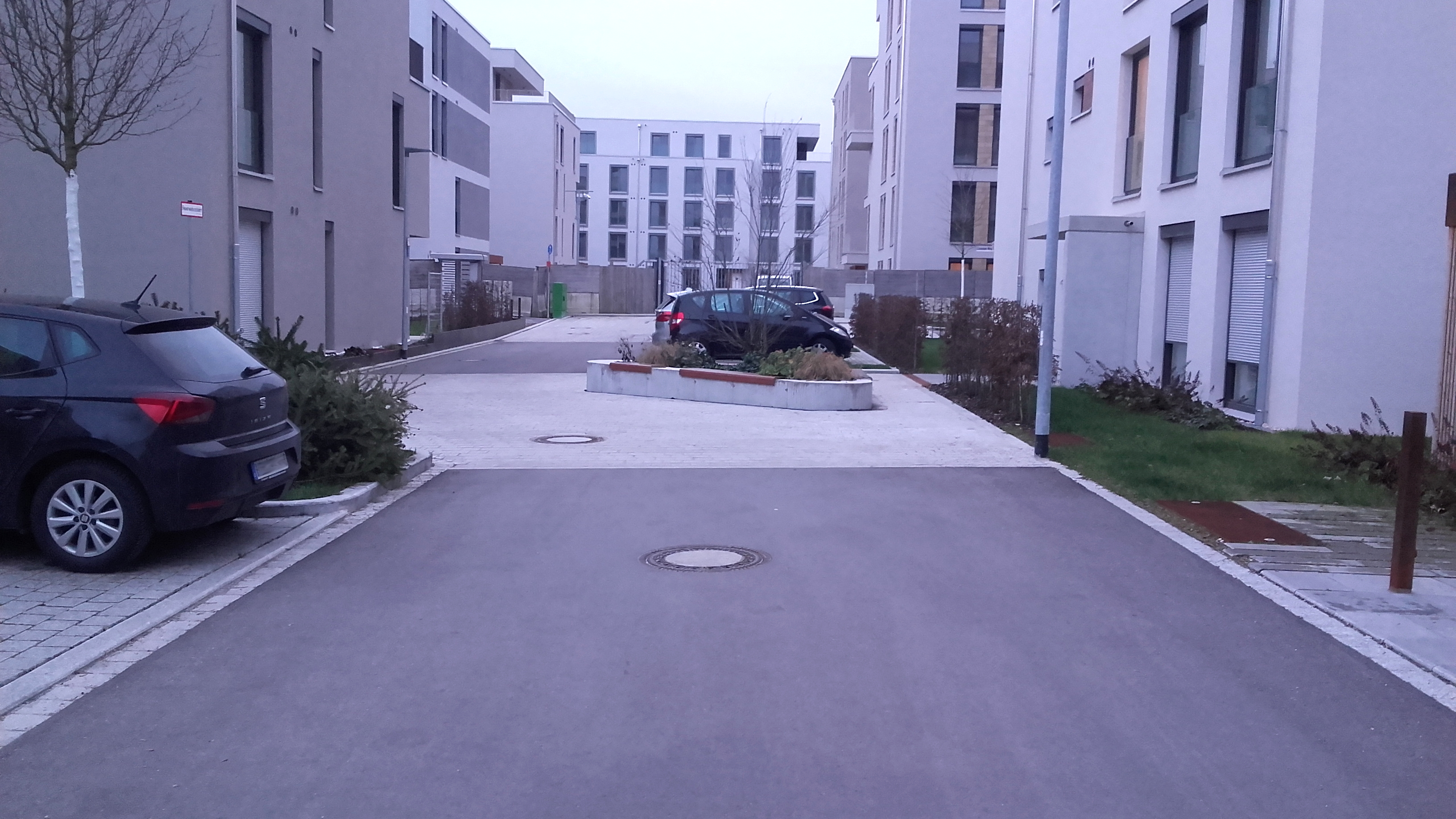
Aparcamientos en lados alternativos de la calle, generando chicanes.

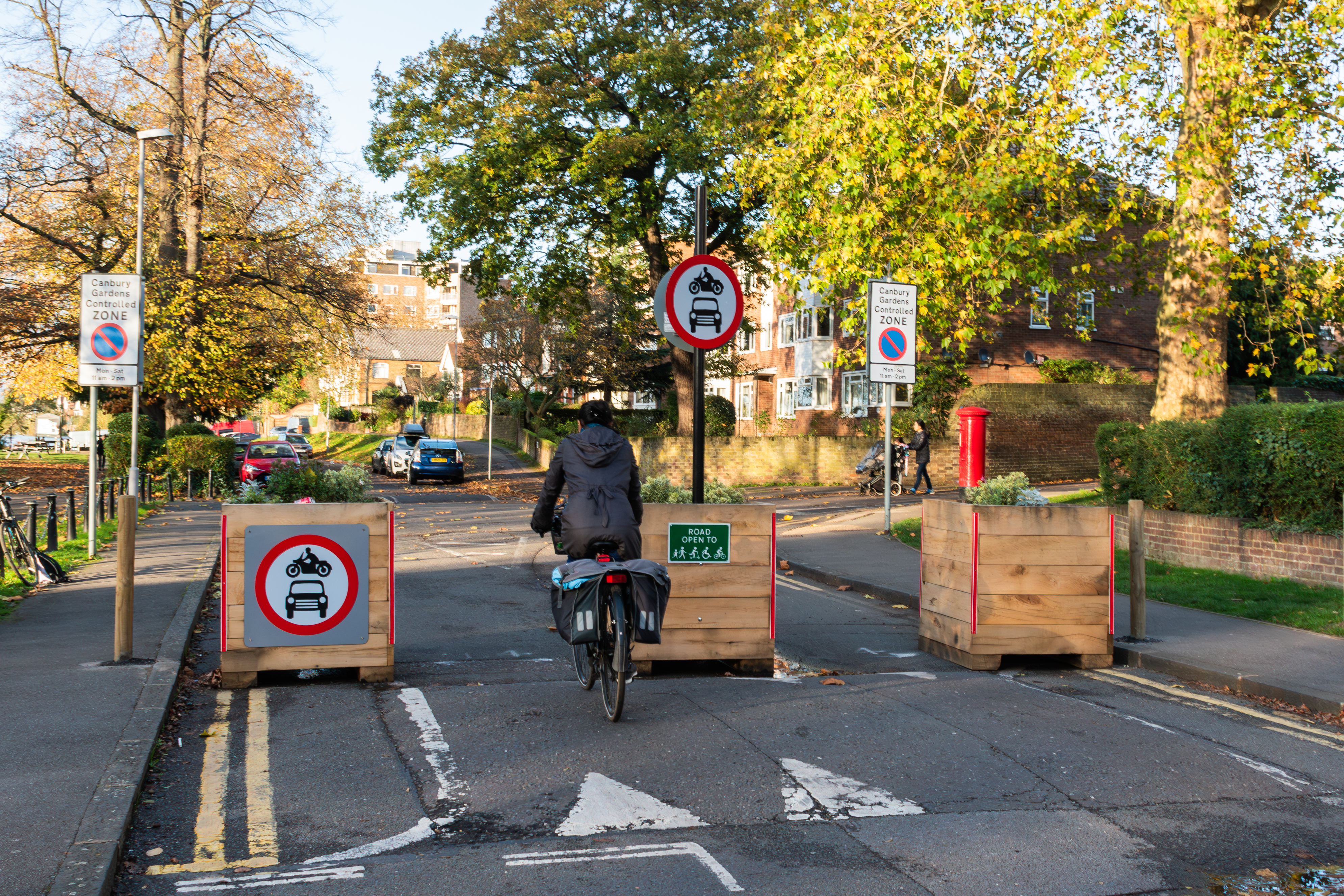
Filtro modal de bicicletas.

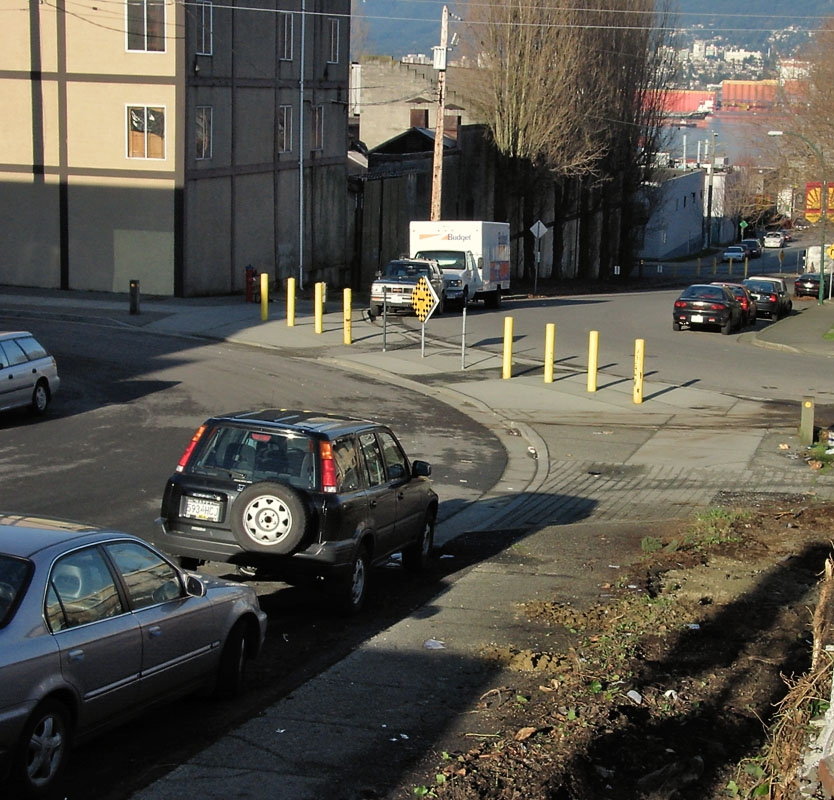
Bolardos que impiden el paso de vehículos motorizados, pero no de peatones o bicicletas.

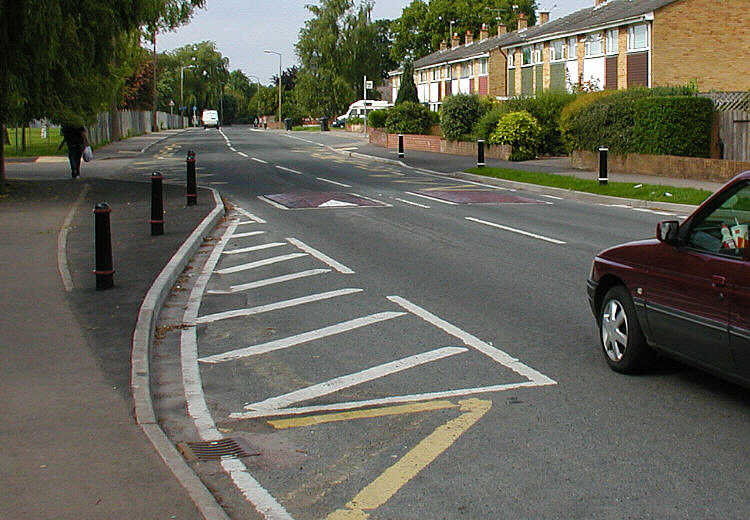
Extensión de bordillo junto a un cruce y reductores de velocidad.

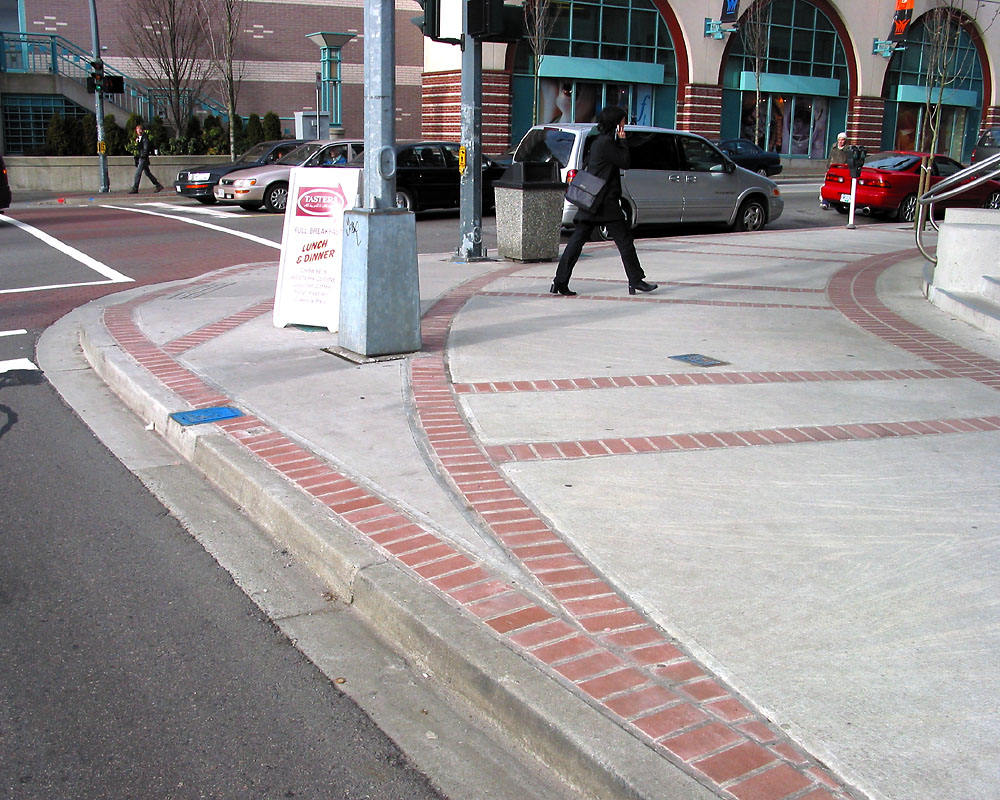
Ampliación de bordillo en intersección para reducir el radio de giro y, con ello, la velocidad.

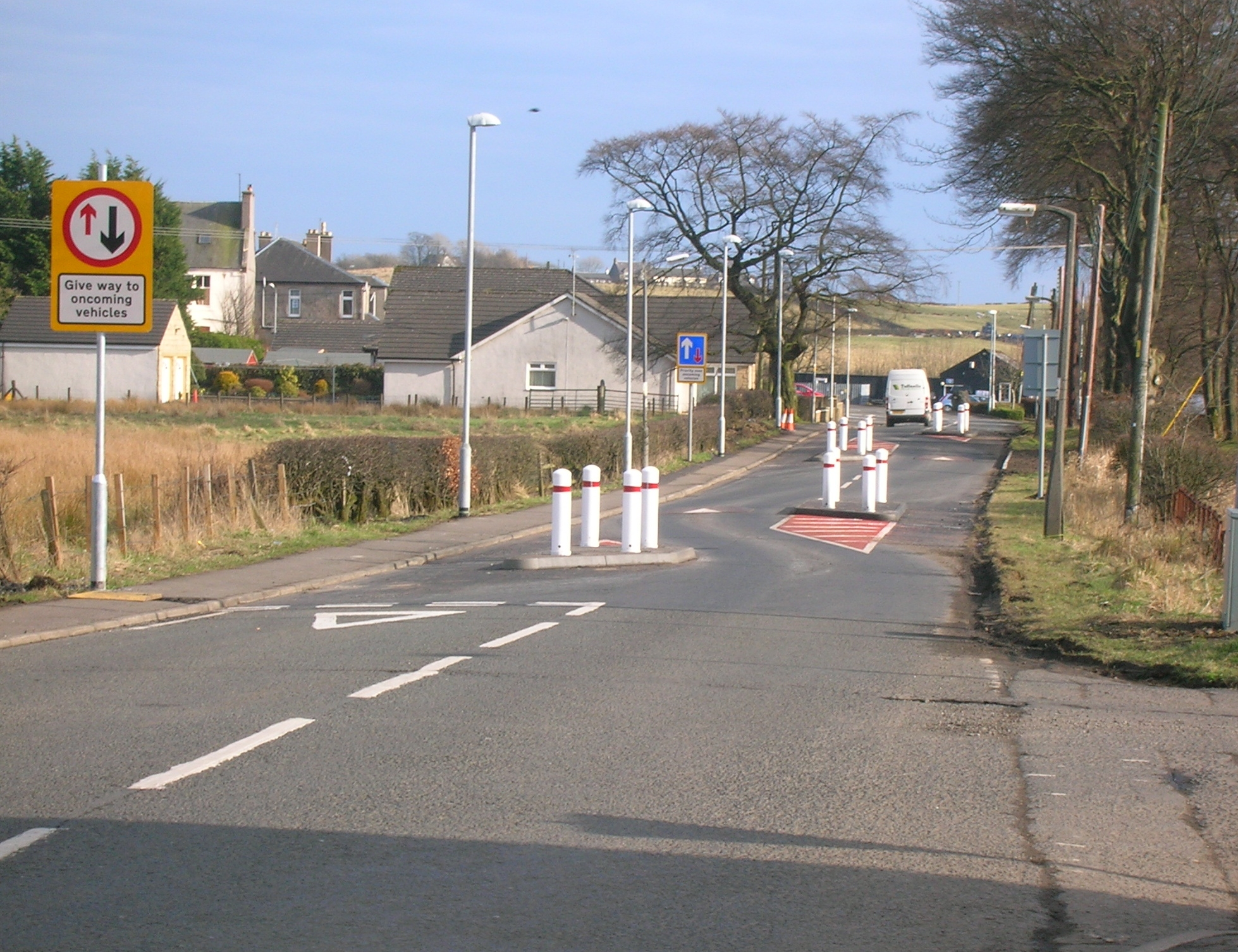
Estrechamiento de carril en la entrada a entorno urbano, con prioridad para bicicletas.

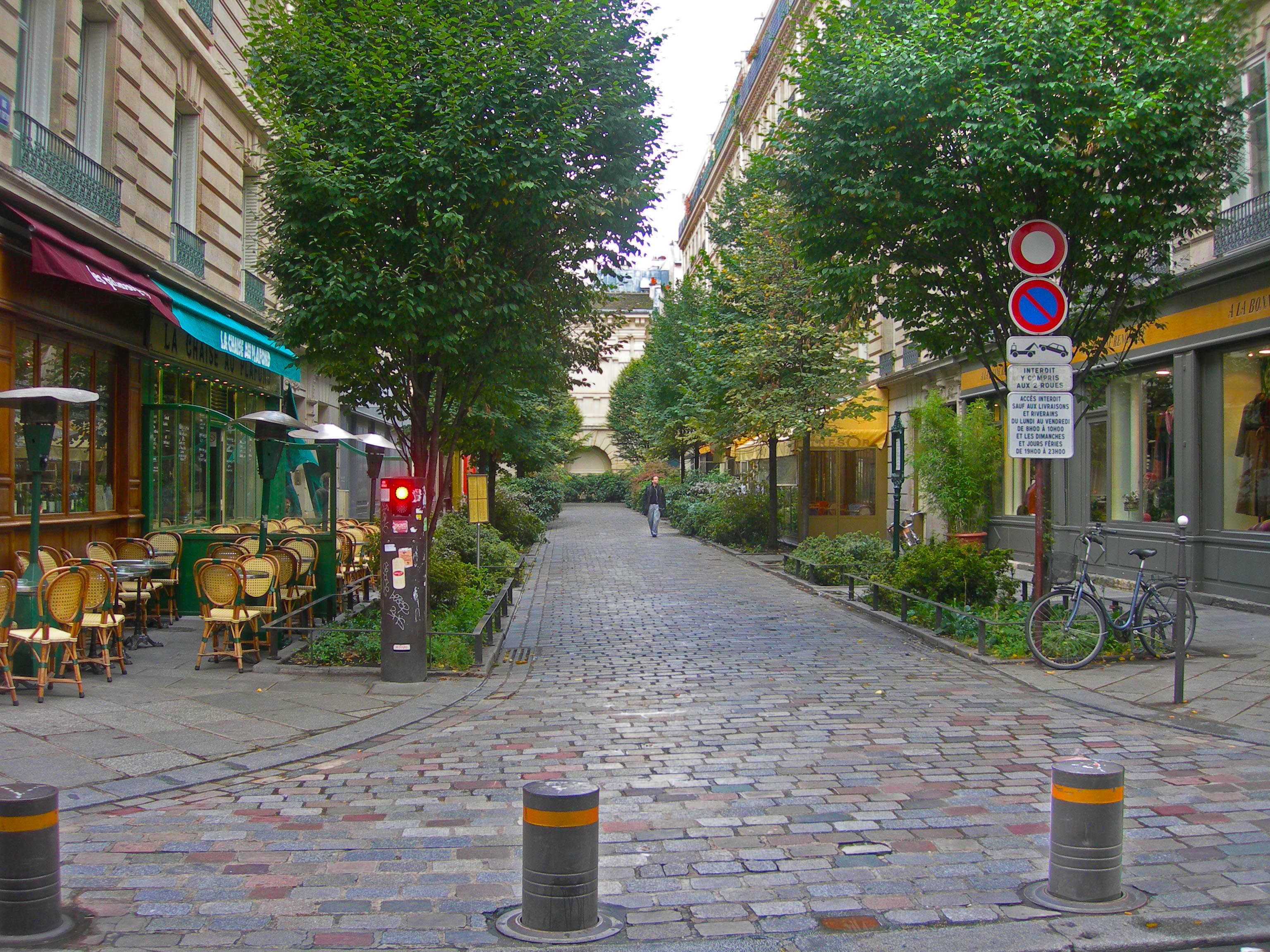
Calle residencial de prioridad peatonal.

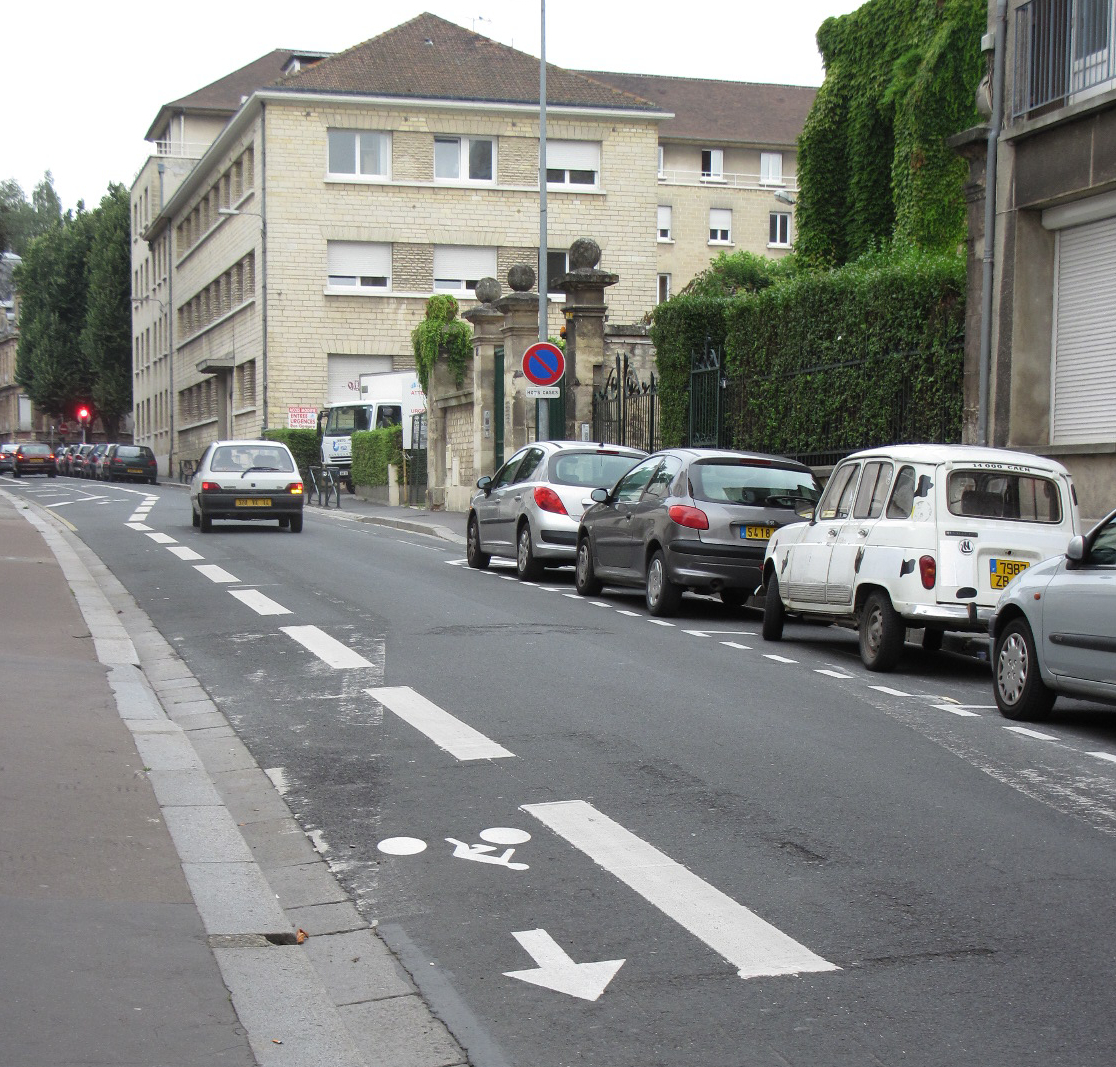
Circulación de bicicleta a contramano, reduciendo el ancho de la calzada.

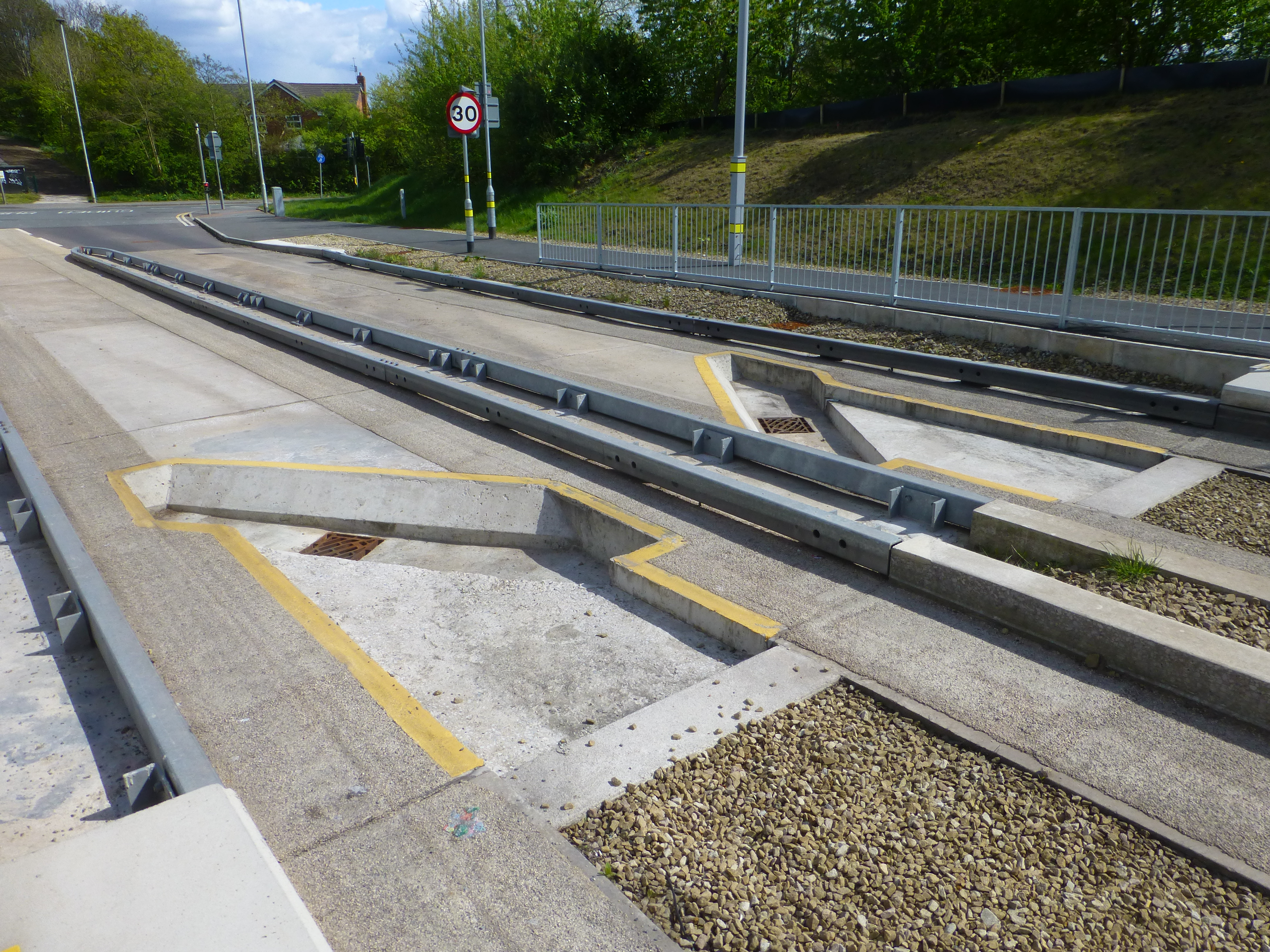
Trampa para coches al comienzo de carriles bus.

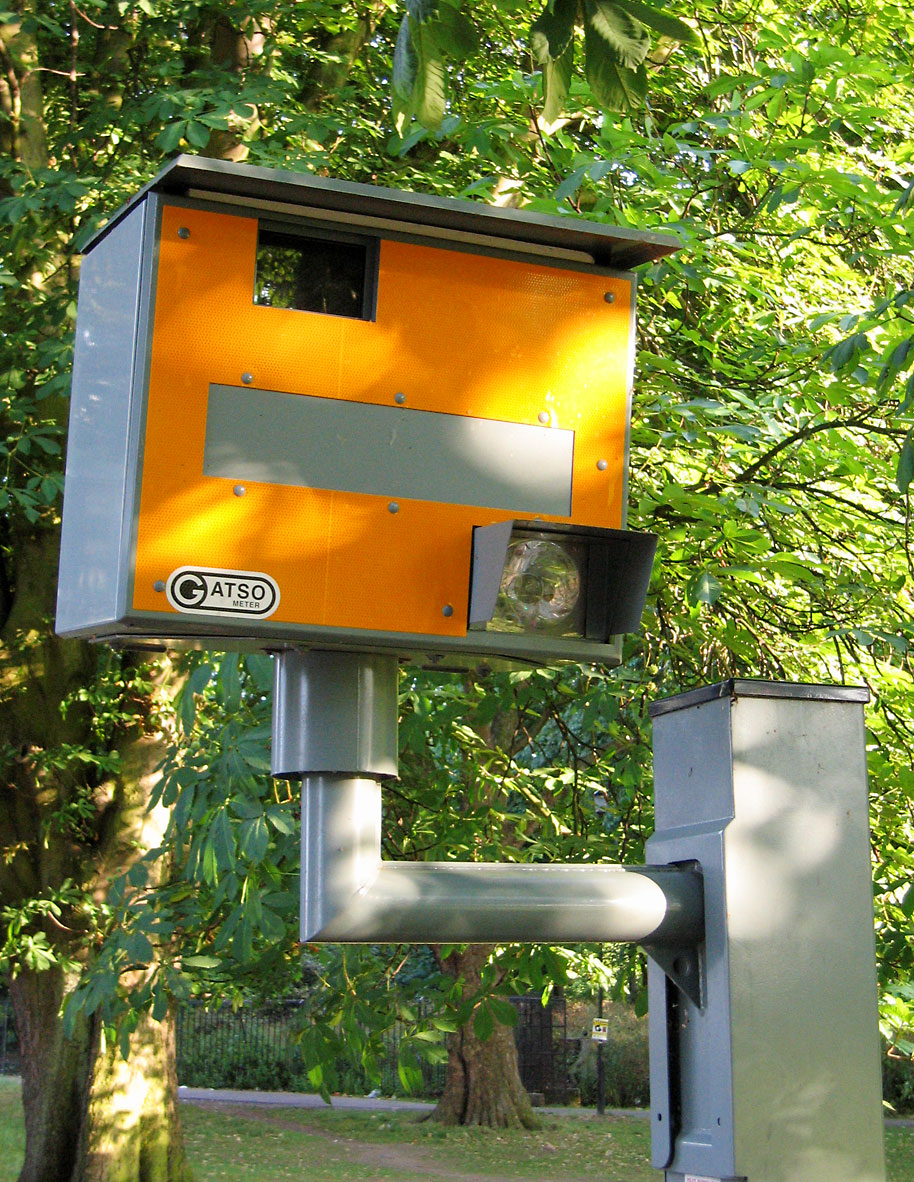
Radar de velocidad.

Para conseguir que el calmado del tráfico sea efectivo son necesarios tres enfoques: el propio diseño urbanístico, la educación comunitaria y la vigilancia de su cumplimiento.

### Diseño urbano
La velocidad de los vehículos está directamente relacionada con la anchura de los viales y de la trayectoria que describen. Así, más anchura y trayectos más rectilíneos promueven velocidades más altas. De la misma manera, calzadas estrechas y trayectos sinuosos promueven velocidades más bajas.
Por otro lado, el comportamiento en la elección del medio de transporte se basa en la demanda inducida. Es decir, un diseño urbano en el que la mayor parte del espacio público se dedica a los automóviles y existen numerosos aparcamientos en origen y destino promoverá el uso del vehículo privado. De la misma manera, un diseño urbano con vías peatonales y ciclistas que cubran todo el espacio, con líneas de autobús frecuentes y donde la oferta de aparcamiento para coches sea reducida disuadirá del uso de los automóviles.
Además, estas medidas no se basan en la idea de criminalizar a los conductores, sino en el hecho de que se producen errores con consecuencias potencialmente mortales. Por tanto, un correcto diseño debe minimizar la posibilidad de cometer esos errores y de que, en caso de cometerse, se disminuyan al máximo los daños personales.
Entre las medidas urbanísticas que permiten el calmado del tráfico figuran:
- Facilitar las formas de movilidad alternativas al automóvil: la caminabilidad y ciclabilidad deben ser completas por toda la ciudad, con trayectorias rectilíneas y seguras. El transporte público debe ser frecuente y más rápido y barato que el coche.
- Pasos de peatones elevados, que indiquen que la prioridad es peatonal, quien cambia de cota es el vehículo y no el peatón.
- Utilizar isletas medianeras para peatones, reduciendo la anchura de la calzada en los pasos de peatones.
- Extensiones de bordillo, generando aceras más anchas en las curvas y obligando a los vehículos a disminuir su velocidad al tener que tomarlas.
- Espacios compartidos, como calles residenciales o peatonales en el que la prioridad es peatonal o ciclista, haciendo que los vehículos deban adaptarse a la velocidad del resto de usuarios.
- Eliminación de vallas de «protección» peatonales, las cuales invierten la responsabilidad sobre los accidentes, haciendo que los peatones tengan que dar un mayor rodeo con el fin de «ser protegidos» ante vehículos a gran velocidad ante quienes no se aplican medidas de calmado del tráfico.
- Bolardos, de manera que ante una colisión sea el coche el que sufra el daño y no los peatones, pero permitiendo la cruzabilidad peatonal a lo largo de la calle.
- Garantizar la permeabilidad de peatones, bicicletas y transporte público con trayectos directos, y disminuir la de vehículos privados con rodeos.
- Conversión de carriles de circulación en carriles bus o ciclovías, ofertando otros modos de movilidad.
- Aumentar la carga cognitiva de la conducción, es decir, conducir un automóvil debe ser difícil y requerir de una alta atención.
- Aumentar el número de obstrucciones y momentos de detención para automóviles, dando prioridad semafórica a peatones, ciclistas y transporte público.
- Disminuir la oferta para vehículos privados, como eliminar aparcamientos en los destinos, subir el precio de los mismos o eliminar carriles de circulación.
- Aumentar la incomodidad de los pasajeros de vehículos privados e, incluso, que sea el coche, y no otros usuarios de la vía, el que sufra los daños en caso de accidente.
- Reductores de velocidad con una pendiente y diseño que los hagan incómodos para velocidades medias y altas.
- Cambio de material o textura de la superficie y franjas sonoras que generan sonidos y vibraciones incómodas para los conductores.
- Chicanes y estrangulamientos que reducen la anchura de la vía y la vuelven sinuosa en algunos puntos. Esto puede generarse alternando cada ciertos metros el lado de la calle donde se sitúan los aparcamientos, por lo que la circulación deja de ser lineal.
- Adelgazamiento viario, reduciendo el ancho de los carriles de circulación, por lo que, al tener un menor margen de maniobra ante colisiones, se disminuye inconscientemente la velocidad.
- Uso de árboles y otro mobiliario urbano cerca de los vehículos, haciendo que la visual parezca más estrecha.
- Convertir calles de un sentido de circulación en calles de dos sentidos, o incluir la posibilidad de circulación de bicicletas a contramano, haciendo que los vehículos tengan una mayor estrechez y disminuyan la velocidad.
- Filtros modales que impiden el paso de vehículos privados, pero no de otras formas de movilidad.
- Barreras que permitan únicamente el paso de ciertos vehículos, como transporte público o bicicletas.
- Desviadores de mediana que hacen que los vehículos realicen un mayor rodeo para llegar a su destino.

### Educación comunitaria
Las medidas de educación pasan porque la población tenga la información sobre las reglas de circulación y los beneficios del calmado del tráfico:
- Reducción del límite máximo de velocidad.
- Señalizar correctamente, tanto vertical como horizontalmente.
- Señales que se activan por vehículos, que indicen la velocidad del vehículo y si está cumpliendo o no los límites.
- Cruces inteligentes que indiquen la proximidad de peatones o ciclistas.
- Reductores de velocidad inteligentes que aumentan su altura cuanta mayor velocidad tenga el vehículo.
- Semáforos inteligentes que se vuelven rojos ante altas velocidades.
- Reducción de los límites de velocidad cerca de escuelas y hospitales, e incluso, calles escolares sin vehículos durante los horarios de entradas y salidas.
- Cortes de tráfico de calles principales durante días festivos.
- Campañas de información y educación.

### Cumplimiento
Para garantizar un adecuado cumplimiento de la pacificación del tráfico:
- Radar de control de velocidad, especialmente en los lugares con mayor riesgo de accidentes.
- Policía de servicio, pues la sola presencia de autoridades inducen un mejor comportamiento al volante.
- Multas que promueven que las infracciones no se repitan.
- Tarifas de congestión, en la que es necesario pagar para entrar a ciertas zonas durante los días de mayor congestión, promoviendo que menos personas utilicen su vehículo.
- Cortes de tráfico ante elevada densidad.